# Corpul Voluntarilor Români Ardeleni-Bucovineni (Hârlău)
Corpul Voluntarilor Români Ardeleni-Bucovineni a reprezentat un corp⁠(d) de voluntari constituit în noiembrie 1917 pe teritoriul neocupat al României – la Hârlău, din cadre provenite atât din rândul prizonierilor de război austro-ungari de naționalitate română din Imperiul Rus, cât și din rândul ardelenilor refugiați în Regatul României în timpul Primului Război Mondial.
Deși inițiativa de organizare a prizonierilor români în unități de voluntari (cu predilecție datorată intelectualilor aflați printre captivi și refugiaților transilvăneni din Regat) a premers intrarea României în război, în România anilor neutralității atitudinea oficialităților centrale față de preocupările de organizare a prizonierilor ardeleni și bucovineni a fost de o totală indiferență. Cu toate acestea la data intrării Romaniei în razboi, 20 000 de romani transilvăneni erau deja înrolați în unitățile Armatei Române. Acestor demersuri li s-au alăturat fruntașii voluntarilor proveniți din prizonieratul rusesc, care au făcut clară dorința acestora de a fi organizați în unități de sine stătătoare, pentru a accentua caracterul politic și național al demersului lor.
Deși pe lângă Marele Stat Major al Armatei Române s-au înființat încă de la începutul verii anului 1917 structuri organizatorice care să se ocupe de centralizarea activităților asociate voluntarilor in Transilvania și Bucovina. În contextul tulburărilor politice și sociale care au avut acolo loc pe teritoriul rus, constituirea unei unități militare operative până în luna octombrie 1917 a fost imposibil de realizat. Cu toate acestea contingente de voluntari români provenite din Rusia, au fost încadrate în Armata Română.  De abia la sfârșitul lunii noiembrie 1917 Marele Cartier General a luat și decizia de a înființa un Corp al Voluntarilor cu baza la Hârlău, cu scopul grupării tuturor voluntarilor, atât a celor veniți din prizonierat cât și a celor din România. Deși structurat inițial pe schema unei divizii de infanterie, în structura sa au intrat până la urmă 3 regimente.
Inițial rolul său în acțiune s-a rezumat la misiuni de pază și de menținere a ordinii periclitate de trupele Armatei Ruse – aflate în debandadă după Defecțiunea Rusă, precum și de curățare de structuri militare bolșevice a Basarabiei, după proclamarea independenței acesteia. Succesiv defecțiunii ruse și înainte de ieșirea forțată a României din război, a existat o tentativă de transfer a Corpului de voluntari pe Frontul de Vest, contramandată însă după iscălirea preliminariilor Păcii de la Buftea și succedată de demobilizarea voluntarilor și de integrarea dirijată a acestora în cadrul societății romînești. 
După reintrarea României în război voluntarii Corpului au fost chemați din nou la arme, unitățile sale fiind puse ulterior la dispoziția Consiliului Dirigent. Aceste unități au fost reîncadrate Armatei Române și au sprijinit în anul 1919 preluarea teritoriului transilvănean de către aceasta.

## Context

### Anii neutralității

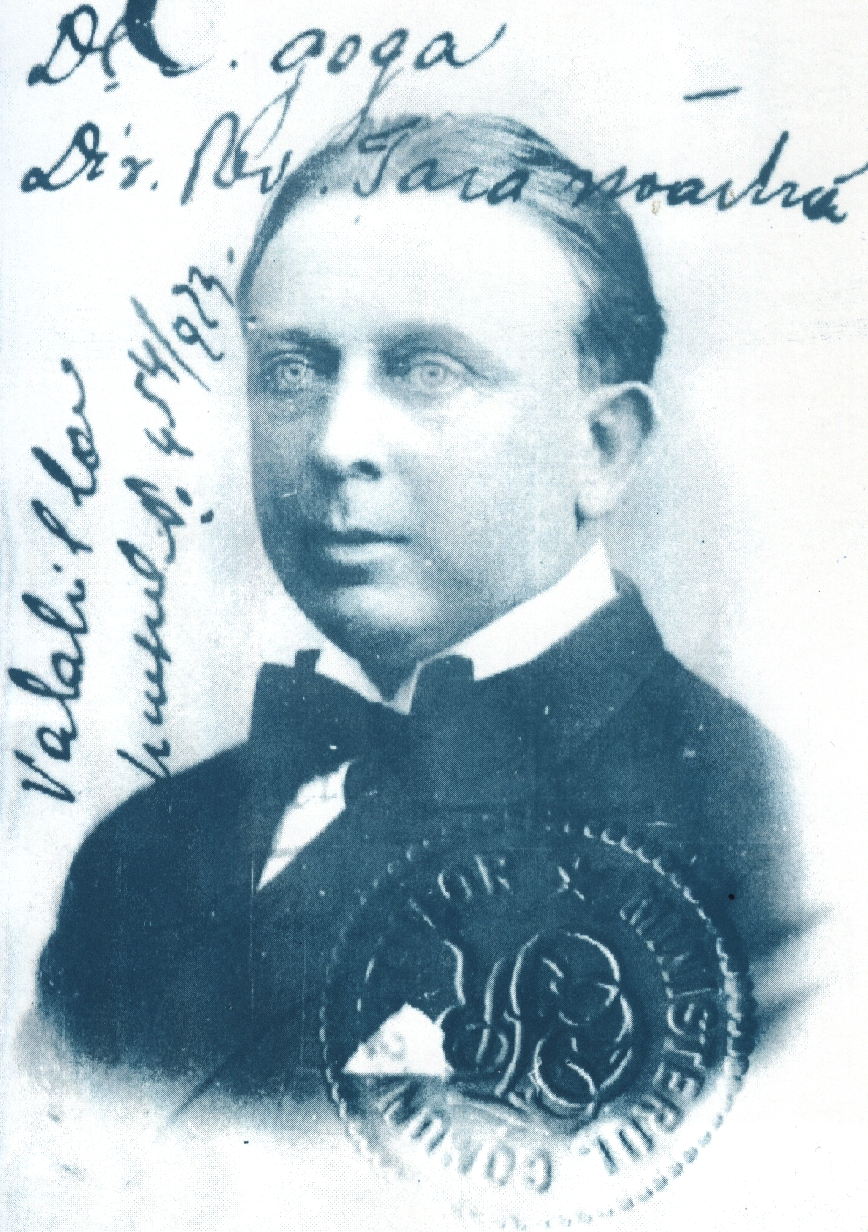
„Tribunul Ardealului”, scriitorul și politicianul naționalist Octavian Goga

Este de menționat că semnificația voluntariatului românesc în anii Primei Conflagrații nu a fost numai una militară, ci și una de contestare a dreptului Imperiului Dualist, de a ține subjugat un popor conștient de sine și dornic de viață națională proprie. La declanșarea Marelui Război, mulți dintre politicienii, scriitorii, publiciștii și profesorii din Transilvania au mers pe drumul refugiului în Vechiul Regat, cu scopul de a organiza de aici lupta pentru eliberarea Transilvaniei. În fruntea lor s-au aflat vechiul memorandist Vasile Lucaciu și poetul Octavian Goga.
Inițiativa de organizare a prizonierilor români în unități de voluntari a premers astfel intrarea României în război apărând încă de la începutul conflictului mondial, deoarece mulți dintre prizonieri au dorit să se alăture efortului militar de distrugere a Imperiului Dualist. Cu predilecție, această inițiativă s-a datorat intelectualilor aflați printre captivi și refugiaților transilvăneni din Regat, cu susținerea grupărilor proantantiste din țară. Cu toate acestea în România anilor neutralității atitudinea oficialităților centrale față de preocupările de organizare a prizonierilor ardeleni și bucovineni a fost însă de o totală indiferență.
În februarie 1915 s-a înființat la București, cu scopul de a grupa un număr cât mai mare de refugiați într-o unitate militară care să lupte în rândurile Armatei Române pentru eliberarea teritoriilor de peste munți, după declararea stării de beligeranță, „Legiunea Ardeleană”. Înființată din inițiativa și cu aportul unor comercianți bucureșteni, aceasta a fost concepută ca o unitate paramilitară și a avut sprijinul unor oameni politici influenți. Cu toate acestea ea a fost dezavuată de către Octavian Goga, care a considerat-o o acțiune anarhică, de natură să compromită solidaritatea refugiaților. Mai mult, acesta a considerat că obligația refugiaților ardeleni nu putea fi decât aceea de a se constitui în voluntari militari, pentru a se putea instrui eficient în rândul armatei. Ca atare, Goga a cerut interzicerea „Legiunii” și a ziarului acesteia „Ardealul”, ceea ce a fost ușor de obținut de la guvernul liberal, doritor să stăvilească suspiciunile Puterilor Centrale, cu privire la intențiile Regatului de a părăsi neutralitatea și de a se alătura taberei inamice.

### Primul an de război
La data intrării Romaniei în razboi, 20 000 de romani transilvăneni erau înrolați în unitățile Armatei Române, cu predilecție în regimentele din Dobrogea,  Prahova și București (de exemplul Regimentul 80 infanterie avea aproximativ 50% din efectiv format din transilvăneni). Dintre aceștia, 3.000 au căzut numai în Campania din 1916, per total dându-și viața 7.000 de români transilvăneni.
Fruntașii refugiaților din Transilvania au făcut repetate demersuri pentru înființarea unor unității distincte a celor care trecuseră munții și a românilor veniți din Rusia, acestor demersuri alăturânduli-se și fruntașii voluntarilor proveniți din prizonieratul rusesc, care au făcut clară dorința acestora de a fi organizați în unități de sine stătătoare, pentru a accentua caracterul politic și național al demersului lor.  Vorbind în numele refugiaților transilvăneni și bucovineni, Octavian C. Tăslăuanu, Vasile Lucaciu, Onisifor Ghibu, Ion I. Nistor, Vasile C. Osvadă, Iorgu Toma și Dimitrie Marmeliuc, au înaintat în luna septembrie 1916 Consiliului de Miniștri al României, un Memoriu asupra înființarii „Legiunii românilor subjugați”. Dat fiind că înantarea respectivului memoriu nu s-a soldat cu un rezultat, Victor Deleu și Vasile C. Osvadă în calitate de reprezentanți ai voluntarilor din Rusia, au redactat un memoriu similar adresat generalului Prezan, rămas și acesta fără efect. Un nou memoriu pe aceeași temă a venit din partea lui Tăslăuanu la începutul anului 1917.

Semnatari ai Memorandumurilor
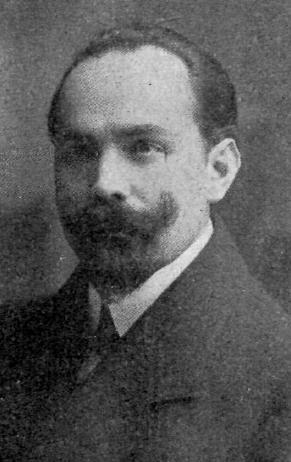
Ion I. Nistor
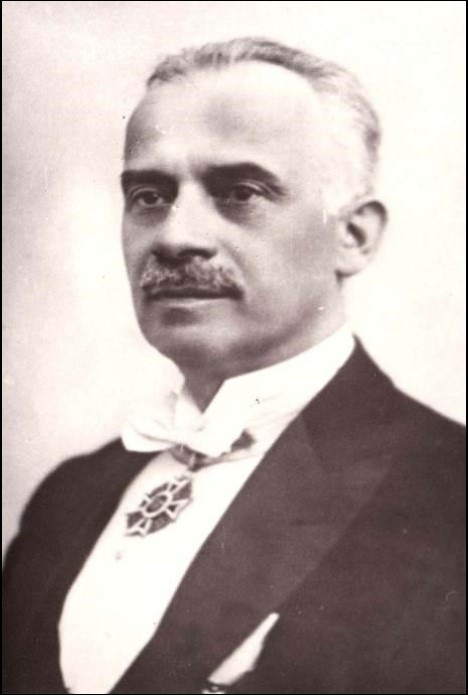
Octavian C. Tăslăuanu
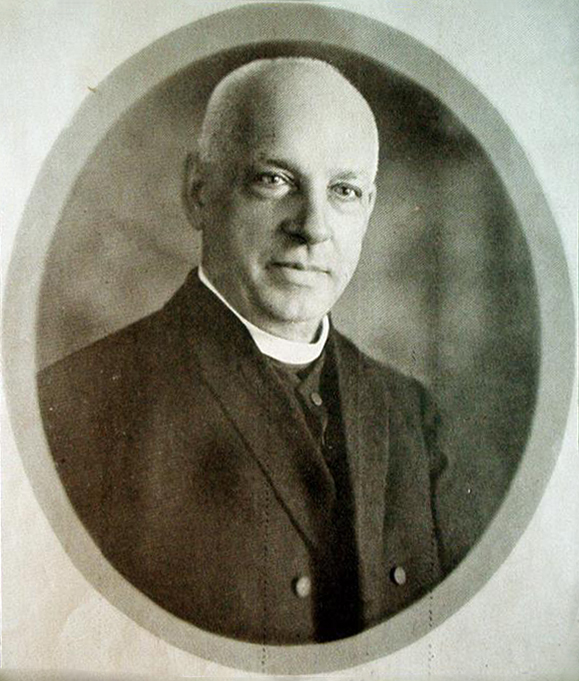
Vasile Lucaciu

Turnura pe care au luat-o în 1916 operațiile militare, toate suferințele și lipsurile care s-au asociat cu retragerea în Moldova, precum și pierderile enorme de material în campania anului 1916 au făcut ca problema constituirii Corpului de Voluntari să fie amânată, în lipsa unor cantități suficiente de echipament, armament și muniție, precum și în lipsa fondurilor, a mijloacelor de deplasare și a timpului disponibil pentru transportarea și echiparea voluntarilor români din Rusia.
Sosiți ulterior în Moldova, voluntarii din Rusia s-au opus ideii de a fi dispersați sub nume false pentru a evita riscul de a fi tratați ca trădători de autoritățile austro-ungare, solicitând înființarea unui corp de sine stătător, având soldații, subofițerii și ofițerii originari din provinciile românești supuse Imperiului.

## Începuturile
Pe 9 iunie 1917 a fost constituită pe lângă Ministerul de Război o comisie consultativă a ardelenilor și bucovinenilor, formată din Octavian Goga, Ion Nistor și Leonte Moldovan.
La 14 iunie 1917 pe lângă Marele Stat Major al Armatei Române s-a înființat, la sugestia acestei comisii , Biroul A. B. (ardeleni bucovineni). În atribuțiile acestuia au intrat atât ținerea evidenței voluntari înrolați, cât și recrutarea și primirea altor voluntari din Rusia. Conducerea biroului a fost asigurată de către maiorul A. Romalo din Armata Română, iar membrii acestuia au fost sublocotenenții Victor Deleu, Leonte Simion și Vasile C. Osvadă – ajutați de către personalul din subordine. Atribuțiile Biroului s-au extins ulterior cu sarcini atât civile cât și cu noi sarcini militare, ținând de activitatea de integrare, de intendență și de activitatea poștală Atribuțiile sale au privit clarificarea stării civile și militarea a voluntarilor existenți proveniți din Rusia dar și a celor existenți în România, precum și a ostaticilor și deportaților dintre aceștia. De asemenea, printre atribuții s-a aflat preluarea testamentelor lor și a hârtiilor de valoare, înlesnirea corespondenței cu familiile aflate în spatele frontului, îndeplinirea formalităților necesare pentru ca aceștia să primească cetățenia română, înregistrarea ardelenilor și bucovinenilor deja încorporați în Armata Română și efectuarea demersurilor pentru echiparea și aprovizionarea lor.
În contextul tulburărilor politice și sociale care au avut acolo loc pe teritoriul rus, constituirea unei unități militare operative până în luna octombrie 1917 a fost imposibil de realizat. Sub amprenta rapidității cu care s-a desfășurat refacerea capacității de luptă a armatei, instruirea voluntarilor deja sosiți din Rusia a fost redusă la 3 săptămâni. Tinerii intelectuali cu termen redus au fost trimiși la Școala de Ofițeri din Botoșani, simțindu-se o acută lipsă de cadre ofițerești corespunzătoare (acesta fiind de altfel și unul dintre motivele care au stat la baza amânării formării unei unități de sine stătătoare de ardeleni și bucovineni). Ulterior, voluntarii eșaloanelor trimise din Rusia până în august au participat la luptele de pe frontul din Moldova, încadrați fiind în rândul trupelor Diviziei 2 Infanterie.
Decizia de a nu se înființa un corp separat al voluntarilor a fost menținută un timp după încetarea luptelor de pe frontul românesc. La sfârșitul lunii septembrie 1917, într-o discuție cu aghiotantul regal Stârcea dusă după înaintarea unui nou memoriu către Regele Ferdinand, Victor Deleu și Octavian C. Tăslăuanu au primit răspunsul că Regele nu acceptase încă formarea unei mari unități distincte, ci doar formarea unor regimente încadrate în diviziile Armatei Române. Cu toate acestea străduințele de a fi dată o nouă dimensiune organizării militarea ardelenilor și bucovinenilor din regat, au continuat pe parcursul toamnei.

## Organizarea și încadrarea

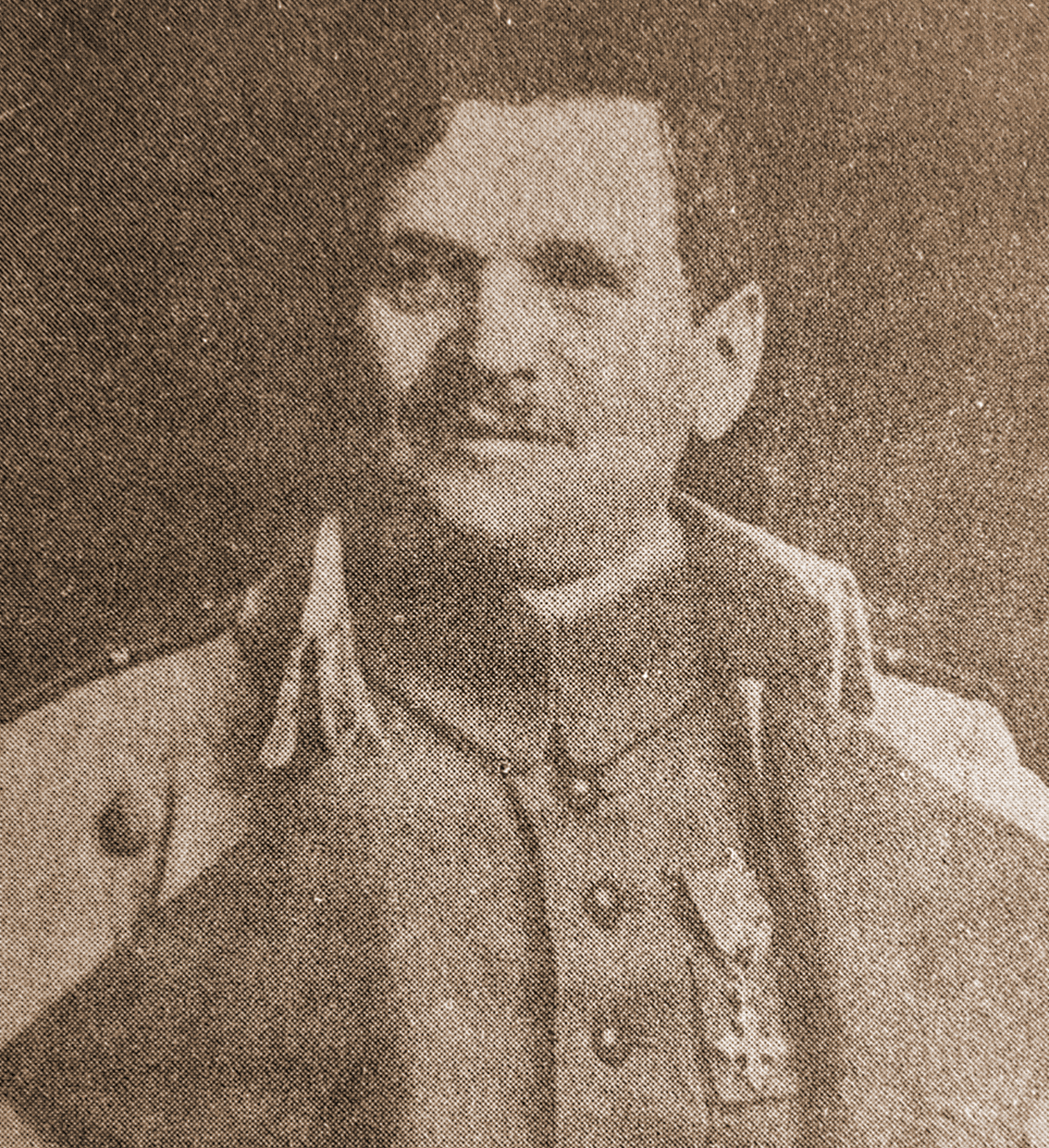
Comandantul Corpului de Voluntari – viitorul general Marcel Olteanu

La 13 octombrie 1917, Marele Cartier General Român a hotârât ca din punct de vedere organizatoric, atribuțiile Biroului A. B. să fie preluate de către Serviciul Central al Voluntarilor Ardeleni Bucovineni, lucru care s-a produs pe 4/17 noiembrie 1917.
Cu scopul grupării tuturor voluntarilor, atât a celor veniți din prizonierat cât și a celor din România, tot Marele Cartier General a luat și decizia de a înființa pe 28 noiembrie un Corp al Voluntarilor cu baza la Hârlău, sub comanda colonelului Marcel Olteanu (strănepot al lui Petru Maior). Mare unitate a avut un Comandament structurat după normele unei divizii de infanterie.

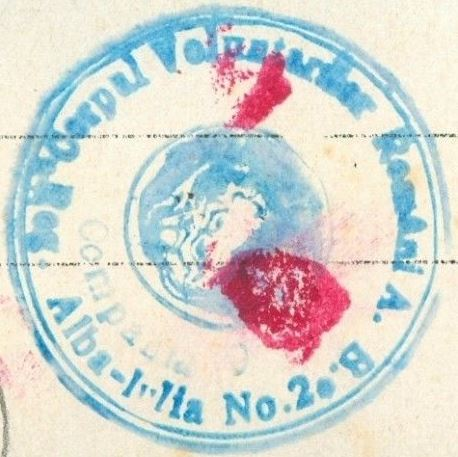
Ștampila Regimentului Nr. 2 „Alba-Iulia”

Acest Corp, la 7 ianuarie 1918 a fost transformat într-o brigadă formată din regimentele I „Turda” – format în la începutul lunii decembrie 1917 și comandant de locotenent-colonelul Buricescu Dragu (cu baza la Scobinți) și II „Alba-Iulia” – format pe 20 decembrie 1917 și comandant locotenent colonelul Pașalega Constantin (cu baza la Cotnari și Ceplenița). Unitatea a fost subordonată inițial Diviziei de grăniceri – redenumită din 24 ianuarie Divizia a 16-a și a redevenit iarăși la 1 februarie 1918, Corp subordonat direct Marelui Cartier General al Armatei Române. În componența acesteia a intrat și un al treilea regiment numit III „Avram Iancu” – format la începutul anului 1918 și comandat de locotenent-colonelul David (cu baza la Deleni). Fiecare dintre cele 3 regimente a fost alcătuit din câte 3 batalioane de instrucție și din câte un batalion de marș.

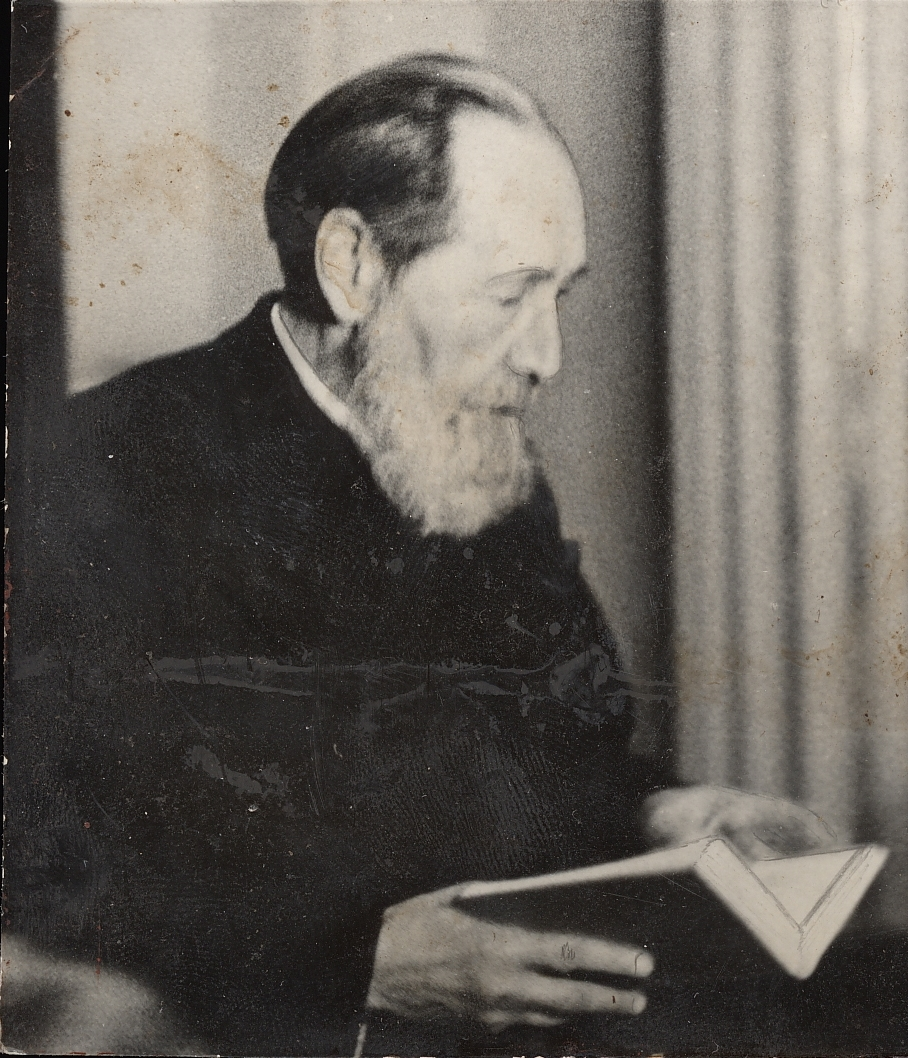
Ion Agârbiceanu - preot în Corpul Voluntarilor (aici în 1954)

Cei care absolviseră instrucția în școala militară din Botoșani au fost repartizați la instruirea soldaților. În martie 1918 mai mulți elevi și soldați au fost trimiși, la școala specială de mitraliere din Iași. Printre preoții confesori destinați a asigura trupei serviciile religioase s-a aflat și Ion Agârbiceanu, încadrat Regimentului I „Turda” de la Crăciunul anului 1917  până la demobilizare (acesta se refugiase în țară odată cu retragerea Armatei Române din Transilvania). Medic-șef al aceluiași regiment a fost numit Pompiliu Nistor.
Estimativ, la sfârșitul lunii decembrie 1917 se aflau în zona liberă a Regatului României 29.000 de soldați și 1816 ofițeri ardeleni și bucovineni mobilizați din prizonieratul rusesc și din rândul refugiaților de peste munți. Toți aceștia ar fi urmat să fie grupați în rândul Corpului cu baza la Hârlău.

## În acțiune
Voluntarii Corpului de la Hârlău au primit – printre altele, misiunea de a păzi și de a menține în zonă ordinea periclitată de trupele Armatei Ruse, aflate în debandadă.
Pe 6/19 ianuarie 1918 a avut loc la Chișinău un incident, în care un eșalon de voluntari sosiți de la Kiev – pregătit de luptă, a fost dezarmat de forțele militare bolșevice[B] ale „Front-Otdel” în gară. Înștiințate de sosirea voluntarilor, trupele bolșevice – printre care s-au aflat și moldoveni, au ocupat din timp gara și împrejurimile, instalând tunuri în baterii și mitraliere pe acoperișuri. La contactul cu detașamentului situația a degenerat, executându-se foc. Victime ale unei confuzii, ardelenii au depus armele și s-au predat. Soldații și ofițerii ardeleni arestați cu acest prilej au fost eliberați grație implicării trupelor moldovenești de abia pe 9/22 ianuarie, după ce au fost bătuți, batjocoriți și scuipați pe străzile orașului.
La începutul lunii ianuarie 1918,  3 batalioane de voluntari alături de efective de grăniceri – constituind cu totul o forță de 4 batalioane, au primit ordin de a pătrunde pe căi pașnice în Basarabia evitând lupta cu unitățile bolșevice. Motivul ales a fost acela că unitățile sunt dislocate pentru a prelua de la Armata Rusă și a păzi diferite depozite de alimente și armament, scopul lor fiind însă acela de a întări forța voluntarilor ardeleni veniți de le Kiev pentru a fi puși la dispoziția guvernului basarabean și de a le aduce armamentul și muniția necesare. Cu o zi înainte de incidentul de la Chișinău trupele au pornit organizate pe 3 eșaloane, 2 dintre acestea fiind oprite de trupele ruse la Ghidighici, iar cel de-al treilea – eșalonul de aprovizionare, la Ungheni. Efective ale acestor unități au căzut în prizonierat la ruși, unii dintre voluntari reușind să scape după câteva săptămâni, iar restul s-au retras luptând, spre Prut.
După proclamarea independenței Basarabiei, în cadrul Armatei Române unitățile Corpului de Voluntari Ardeleni-Bucovineni au ajutat la curățarea și izgonirea peste Nistru a trupelor bolșevice.

## Dizolvarea Corpului de Voluntari
Împrejurările nefavorabile asociate cu încheierea Armistițiului de la Focșani și mai apoi cele asociate cu negocierile de pace din primăvara anului 1918, au făcut ca dezideratul grupării tuturor voluntarilor ardeleni și bucovineni să fie temporar, imposibil. Mai mult, odată cu începerea tratativelor de pace situația a devenit foarte grea pentru aceștia, deoarece mulți dintre ei fuseseră condamnați la moarte în contumacie, pentru trădare de patrie.
În timpul guvernării Averescu, a existat o încercare de a transfera pe Frontul de Vest întreg Corpul de Voluntari Ardeleni, format la acea vreme din 12.000 de soldați și cantonat la Hârlău. Aprobarea inițială a fost dată de generalul Averescu și Misiunea Militară Franceză s-a angajat să suporte cheltuielile, urmând ca întreg Corpul să străbată cum va putea, Rusia. Odată însă cu iscălirea preliminariilor Păcii de la Buftea, tot generalul Averescu a fost cel care a retras aprobarea și a ordonat dezarmarea voluntarilor. La 28 februarie 1918 Corpul Voluntarilor a primit ordin să predea armamentul și să demobilizeze treptat, ceea ce s-a întâmplat până la 1 mai. La Hârlău a continuat să funcționeze o permanență care a avut grijă de depozitele de alimente. O parte dintre voluntari au plecat totuși până la urmă odată cu francezii, spre a lupta în cadrul Legiunilor în curs de formare din Franța și Italia. Doar 17 voluntari din totalul transilvănenilor care își exprimaseră inițial intenția de a lupta în Franța,  au acceptat înrolarea în Legiunea străină. Aceștia s-au îmbarcat pe nava Huntsend, care a repatriat ultimii membrii ai Misiunii Franceze.
Din cei aproximativ 20.000 de transilvăneni aflați în martie 1918 în Regat și care trebuiau demobilizați, peste 10.000 erau cei proveniți din prizonieratul rusesc, marea lor majoritate fiind țărani. Serviciul central al Corpului Voluntarilor înființat la 28 noiembrie 1917 și subordonat Ministerului de Război a continuat să funcționeze, despărțindu-se la 15 mai 1918 într-un departament militar transferat la Direcția Recrutării din Ministerul de Război și într-un departament civil subordonat Ministerului Agriculturii, sub denumirea de „Serviciul muncilor agricole”. Acest ultim departament s-a ocupat în continuare, cu plasarea în muncă a voluntarilor demobilizați. Aceste servicii deconcentrate au început să funcționeze din 1 iunie, dar deja în data de 26 martie Comandamentul Corpului Voluntarilor notificase că se reușise să fie plasată aproape întreaga trupă (la acea dată plasarea ofițerilor fiind în pregătire). O parte dintre ofițeri au fost reținuți în armată, după specializările fiecăruia și nevoi, iar aproximativ 20.000 de voluntari demobilizați au fost plasați la munca câmpului, fiind repartizați mai ales pe marile moșii.

## Corpul de Voluntari după reintrarea României în război

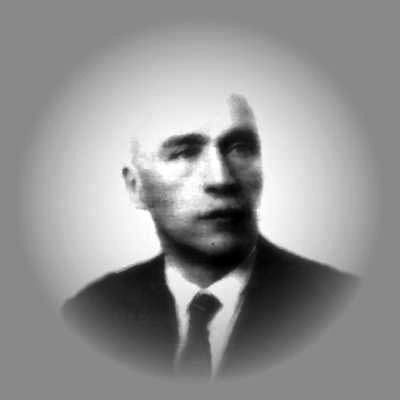
Victor Deleu

La Marea Adunare Națională de la Alba Iulia Corpul de Voluntari a fost reprezentatat de o delegație condusă de Victor Deleu, acesta fiind ales în Biroul Marii Adunării.
Odată cu instituirea puterii Consiliului Dirigent în Transilvania, Partidul Național Român (și din cadrul acestuia în special Iuliu Maniu) s-a opus inițial din motive politice, remobilizării Corpului de Voluntari. Cu toate acestea Corpul Voluntarilor a fost reînființat la 1 noiembrie 1918, moment în care s-a hotărât și remobilizarea acestuia. Unitățile sale au fost puse ulterior la dispoziția Consiliului Dirigent din Sibiu, la 3 decembrie. Pe lângă Președinția acestuia s-a înființat la 11 decembrie 1918  „Serviciul Corpului Voluntarilor Ardeleni”, care a preluat de la Serviciul central din București arhiva și gestiunea Corpului Voluntarilor. Pe fondul derulării rapide a evenimentelor, voluntarii au fost lăsați la vetrele lor temporar, pentru a-și regăsi familiile după patru ani de război și pentru a întări Gărzile Naționale Române. După 1 lună – prin Ordinul de chemare nr. 167/1919 au fost din nou rechemați pentru a sprijini din cadrul Armatei Române, preluarea teritoriului transilvănean. Pe măsură ce foști prizonieri din Rusia au sosit în țară, aceștia au fost chemați să sporească efectivul lupătorilor transilvăneni.
Organizarea noilor unități de voluntari a fost încredințată tot lui Victor Deleu, în calitatea sa de secretar al Resortului Internelor din Consiliul Dirigent, soldații unităților dându-și singuri denumirea de „Voluntarii lui Deleu”. Militar și el provenit de la Darnița, compozitorul Constantin Savu a compus un marș ala voluntarilor, aceștia participând efectiv alături de Armata Română la curățirea teritoriului naționale de trupele maghiare.
După eliberarea Ardealului și instaurarea administrației românești pe întregul teritoriul al României Mari, la 6 iulie 1919 Corpul Voluntarilor a fost definitiv demobilizat, în cadrul unui eveniment festiv organizat la Sebeș.

## Recunoașteri postbelice
În perioada de existență a Consiliului Dirigent, prin intermediul administrației județelor foștii voluntari au primit ulterior din inițiativa lui Victor Deleu, sume de bani necesare acoperirii multor nevoi.

## Bibliografie

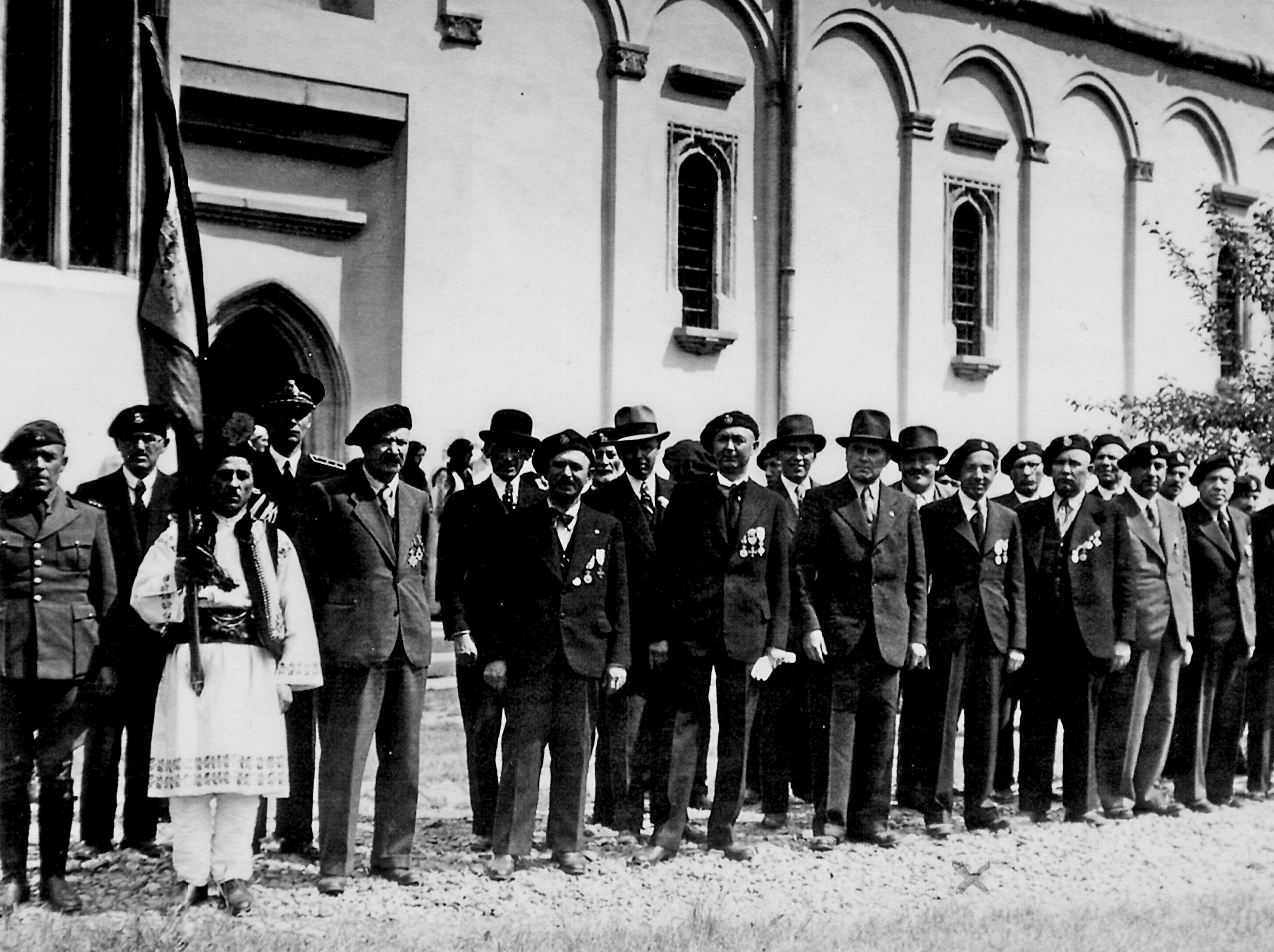
Vasile Plăvan și voluntari bucovineni la Putna în 1934